# آنا ژیراردو
آنا ژیراردو (فرانسوی: Ana Girardot‎؛ زادهٔ ۱ اوت ۱۹۸۸) یک هنرپیشه اهل فرانسه است. وی از سال ۱۹۹۲ میلادی تاکنون مشغول فعالیت بوده‌است.
از فیلم‌ها یا برنامه‌های تلویزیونی که وی در آنها نقش داشته‌است می‌توان به بازگشتگان و اسکوبار: بهشت گمشده اشاره کرد.